# Kateřinov
Kateřinov (též Kateřinský vrch, dříve Strážný vrch) je vrch a bývalá městská část města Polná v okrese Jihlava. Na kopci v nadmořské výšce 490 metrů se nachází hřbitovní raně gotický kostel svaté Kateřiny, podle něhož byl kopec přejmenován z původního názvu Strážný vrch.

## Historie
Původně zde stávalo strážní hradiště, která dalo kopci původní název Strážný vrch. Pravděpodobně ve 14. století zde byl postaven kostel se hřbitovem. Za vlády Jana Ptáčka z Pirkštejna bylo město Polná rozšířeno a začalo se dělit na předměstí – Dolní Město, Horní Město, Zápeklí a Kateřinov. Na konci 18. století zde stávaly převážně domky řemeslníků a zámeckého služebnictva. Nacházely se zde rovněž dvě krčmy. Na jaře 1874 byl na stráních Kateřinova vysázen lesopark, po řediteli velkostatku Polná-Přibyslav, který jej nechal zřídit, byl nazván Bruckův sad, avšak název se neujal. Ve 20. letech 20. století stavební družstva postavila na Kateřinově desítky domů, do té doby zde stálo přibližně 33 stavení. Roku 1931 zde byla dokončena výrobní hala firmy Metrovka Břetislava Prokopa. Roku 1941 byl Kateřinov jako samostatná obec s vlastní samosprávou zrušena. V 60. letech pak v těchto prostorách vzniklo pro potřeby společnosti Elchron hodinářské učiliště. Roku 2001 byl na vrcholu umístěn vysílač pro mobilní operátory.

## Přírodní poměry
Lesopark je tvořen převážně jehličnany, mezi nimiž převažuje borovice černá a modřín. Rostou zde rovněž jírovec maďal a javor klen. Prořídlý porost byl po roce 1990 dosázen opět borovicí, modřínem a nově i smrkem.